# Virginio Cáceres
Virginio Cáceres Villalba (n. Itacurubí del Rosario, departamento de San Pedro, Paraguay; 21 de mayo de 1962) es un exfutbolista paraguayo que jugaba de defensa lateral derecho. Ha sido internacional paraguayo en 45 oportunidades, anotando dos goles. Participó con la Selección Paraguaya de Fútbol en la Copa del Mundo de México 1986, en la Copa América de Argentina 1987 y en la Copa América de Brasil 1989.
Es padre del futbolista Raúl Cáceres, quien igualmente sigue sus pasos desempeñándose en la misma posición.
Además, es un histórico de Olimpia, club con el que se identifica plenamente ya que jugó por más de una década y con el cual ganó numerosos títulos locales e internacionales. Entre ellos destacan dos Copas Libertadores de América (1990 y 2002 -como suplente-) y una Recopa Sudamericana (1991). En este mismo año obtuvo el subcampeonato de la Copa Libertadores. También conquistó siete campeonatos nacionales, el primero en 1984 con Guaraní y los seis restantes con Olimpia.
Virginio Cáceres es recordado por su gran regularidad, manteniéndose como titular durante varias temporadas sobre la base de un despliegue físico importante para recorrer la banda derecha. Por dichas cualidades es considerado un ejemplo de disciplina y cuidado personal.
El 24 de febrero de 2017, Cáceres fue confirmado como asistente técnico del plantel principal del Club Olimpia comandado por el entrenador Mauro Caballero.

## Clubes
| Club    | País     | Año       |
| ------- | -------- | --------- |
| Guaraní | Paraguay | 1984-1989 |
| Olimpia | Paraguay | 1990-2002 |

## Selección nacional
Cáceres disputó el Campeonato Sudamericano Sub-20 de 1985 y la Copa Mundial de Fútbol Juvenil de 1985 con la selección de fútbol sub-20 de Paraguay. Sin embargo, en ambas ocasiones, lo hizo violando el reglamento, ya que contaba con mayor edad que la permitida por FIFA para disputar esos torneos.
Posteriormente fue internacional absoluto con Paraguay, llegando a actuar en la Copa Mundial de Fútbol de 1986 y en las ediciones de 1987 y 1989 de la Copa América.

### Participaciones Selección Sub-20
| Copa                                   | Sede            | Resultado     | Partidos | Goles |
| -------------------------------------- | --------------- | ------------- | -------- | ----- |
| Campeonato Sudamericano Sub-20 de 1985 | Paraguay        | Subcampeón    |          |       |
| Copa Mundial de Fútbol Juvenil de 1985 | Unión Soviética | Primera ronda | 3        | 0     |

## Palmarés

### Campeonatos nacionales
| Título           | Equipo  | País     | Año  |
| ---------------- | ------- | -------- | ---- |
| Primera División | Guaraní | Paraguay | 1984 |
| Torneo República | Olimpia | Paraguay | 1992 |
| Primera División | Olimpia | Paraguay | 1993 |
| Primera División | Olimpia | Paraguay | 1995 |
| Primera División | Olimpia | Paraguay | 1997 |
| Primera División | Olimpia | Paraguay | 1998 |
| Primera División | Olimpia | Paraguay | 1999 |
| Primera División | Olimpia | Paraguay | 2000 |

### Copas internacionales
| Título                 | Equipo  | Sede      | Año  |
| ---------------------- | ------- | --------- | ---- |
| Copa Libertadores      | Olimpia | Guayaquil | 1990 |
| Supercopa Sudamericana | Olimpia | Asunción  | 1990 |
| Recopa Sudamericana    | Olimpia | Asunción  | 1991 |
| Copa Libertadores      | Olimpia | São Paulo | 2002 |